# Podogaster rufomaculatus
Podogaster rufomaculatus är en stekelart som beskrevs av Cameron 1911. Podogaster rufomaculatus ingår i släktet Podogaster och familjen brokparasitsteklar. Inga underarter finns listade i Catalogue of Life.